# Каракаш Микола Карпович
Микола Карпович Каракаш (нар. 1900 — пом. 1971) — російський і радянський тенісист, тренер з тенісу. Заслужений тренер РРФСР.

## Біографія
Народився в 1900 році. У юнацькому віці почав грати в теніс. Протягом багатьох років займався тренерською діяльністю, також виступав на змаганнях в якості спортивного арбітра. У 1938 році отримав звання судді всесоюзної категорії.
Обіймав посаду голови Всесоюзної тренерської ради з 1952 по 1958 рік. Також був членом класифікаційної комісії Федерації тенісу СРСР в 1958-1971 рр.
У 1967 році за свої успіхи в справі підготовки видатних спортсменів був удостоєний почесного звання «Заслужений тренер РРФСР».
Тренував спортсменів в тандемі з заслуженим тренером РРФСР Т. Н. Дубровиною, яка в 1960-70-і роки була тренером в ДСТ «Буревісник» і в ЦСКА. Разом вони підготували велику кількість тенісистів різного рівня. Серед їхніх підопічних - чемпіон Спартакіади народів РСР Б. Боровський, а також бронзова призерка Чемпіонату СРСР С. Севастьянова  і чемпіон СРСР серед юнаків І. Всеволодов   .
Помер в 1971 році. Похований на вірменському кладовищі в Москві .